# Arturo Licata
Pour les articles homonymes, voir Licata.
Arturo Licata, né le 2 mai 1902 à Enna en Sicile où il est mort le 24 avril 2014, était un supercentenaire italien, doyen masculin de l'humanité depuis le 26 mars 2014, date de la mort d'Ernest Peronneau. Il meurt 8 jours avant son 112e anniversaire.
Licata a 7 enfants, 8 petits-enfants et 4 arrière-petits-enfants.

## Ligne de vie
| Âge                          | Date               | Événement                                                           |
| 9 ans, 11 mois et 12 jours   | 14 avril 1912      | Naufrage du Titanic.                                                |
| 12 ans, 3 mois et 2 jours    | 4 août 1914        | Début de la Première Guerre mondiale.                               |
| 30 ans, 8 mois et 28 jours   | 30 janvier 1933    | Adolf Hitler devient Chancelier.                                    |
| 37 ans, 3 mois et 30 jours   | 1er septembre 1939 | Début de la Deuxième Guerre mondiale.                               |
| 44 ans et 7 jours            | 9 mai 1946         | Abdication de Victor-Emmanuel III, Humbert II devient roi d'Italie. |
| 44 ans, 1 mois et 11 jours   | 13 juin 1946       | Humbert II Par en exil fin de la monarchie.                         |
| 44 ans, 1 mois et 29 jours   | 1er juillet 1946   | Enrico De Nicola 1er président de la République italienne.          |
| 46 ans et 10 jours           | 12 mai 1948        | Luigi Einaudi 2e président de la République italienne.              |
| 49 ans, 9 mois et 4 jours    | 6 février 1952     | Élisabeth II accède aux trônes des royaumes du Commonwealth.        |
| 52 ans, 11 mois et 16 jours  | 18 avril 1955      | Mort d'Albert Einstein.                                             |
| 53 ans et 9 jours            | 11 mai 1955        | Giovanni Gronchi 3e président de la République italienne.           |
| 60 ans et 9 jours            | 11 mai 1962        | Antonio Segni 4e président de la République italienne.              |
| 61 ans, 6 mois et 20 jours   | 22 novembre 1963   | Assassinat de John F. Kennedy.                                      |
| 62 ans, 7 mois et 27 jours   | 29 décembre 1964   | Giuseppe Saragat 5e président de la République italienne.           |
| 65 ans, 11 mois et 2 jours   | 4 avril 1968       | Assassinat de Martin Luther King.                                   |
| 67 ans, 2 mois et 18 jours   | 20 juillet 1969    | Premiers pas de l'homme sur la Lune.                                |
| 69 ans, 7 mois et 27 jours   | 29 décembre 1971   | Giovanni Leone 6e président de la République italienne.             |
| 73 ans, 2 mois et 17 jours   | 16 août 1977       | Décès de Elvis Presley.                                             |
| 76 ans, 2 mois et 7 jours    | 9 juillet 1978     | Sandro Pertini 7e président de la République italienne.             |
| 83 ans, 1 mois et 27 jours   | 29 juin 1985       | Francesco Cossiga 8e président de la République italienne.          |
| 83 ans, 11 mois et 24 jours  | 26 avril 1986      | Catastrophe nucléaire de Tchernobyl.                                |
| 87 ans, 6 mois et 7 jours    | 9 novembre 1989    | Chute du mur de Berlin.                                             |
| 88 ans et 3 mois             | 2 août 1990        | Début de la guerre du Golfe.                                        |
| 90 ans et 26 jours           | 28 mai 1992        | Oscar Luigi Scalfaro 9e président de la République italienne.       |
| 91 ans, 11 mois et 4 jours   | 6 avril 1994       | Début du génocide au Rwanda.                                        |
| 95 ans, 3 mois et 2 jours    | 4 août 1997        | Décès de Jeanne Calment, doyenne de l'humanité.                     |
| 97 ans et 16 jours           | 18 mai 1999        | Carlo Azeglio Ciampi 10e président de la République italienne.      |
| 99 ans, 4 mois et 9 jours    | 11 septembre 2001  | Attentats du World Trade Center, à New York.                        |
| 99 ans, 5 mois et 5 jours    | 7 octobre 2001     | Début de la guerre d'Afghanistan.                                   |
| 100 ans, 10 mois et 17 jours | 19 mars 2003       | Début de la guerre d'Irak.                                          |
| 104 ans et 13 jours          | 15 mai 2006        | Giorgio Napolitano 11e président de la République italienne.        |
| 107 ans, 1 mois et 24 jours  | 25 juin 2009       | Décès de Michael Jackson.                                           |
| 108 ans, 7 mois et 15 jours  | 17 décembre 2010   | Début du Printemps arabe.                                           |
| 110 ans et 1 mois            | 2 juin 2012        | Jubilé de diamant d'Élisabeth II.                                   |
| 110 ans, 3 mois et 23 jours  | 25 août 2012       | Décès de Neil Armstrong, premier homme à avoir marché sur la Lune.  |
| 111 ans, 4 mois et 11 jours  | 13 septembre 2013  | Devient le doyen de l'humanité.                                     |
| 111 ans, 7 mois et 3 jours   | 5 décembre 2013    | Décès de Nelson Mandela.                                            |